# Collège Saint-Ignace de Santiago

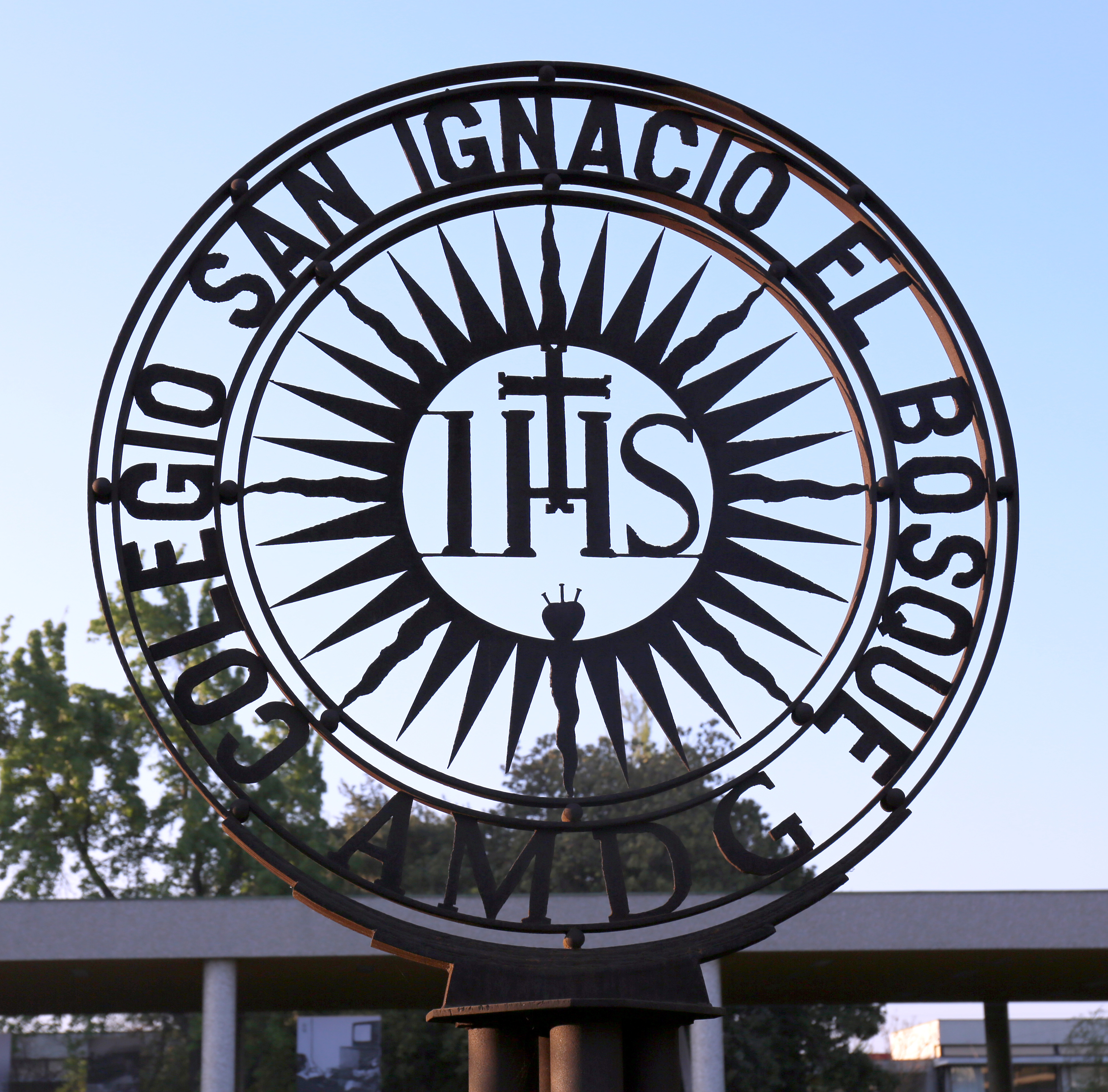
Emblème du collège reprenant celui des jésuites.

Le Collège Saint-Ignace (Colegio San Ignacio El Bosque) est un établissement d'enseignement secondaire sis à Santiago du Chili (Chili). Appartenant à la Compagnie de Jésus, c'est l'une des écoles catholiques les plus prestigieuses d'Amérique latine. Le collège fait partie du réseau éducationnel ignacien du Chili et de la fédération latino-américaine des collèges jésuites (FLACSI). Il est ouvert de la maternelle à la terminale.

## Histoire
En 1931 la Compagnie de Jésus fait l'acquisition d'un terrain de la commune de Providencia (banlieue aisée du nord-est de la ville), avec l'intention d'y aménager un terrain de sports pour les élèves du collège Alonso Ovalle. Pendant la construction du stade, les jésuites décident de construire en plus un internat moderne pour se substituer à celui du centre de la ville, devenu inadapté. La première pierre en est posée le 8 décembre (fête de l'Immaculée Conception) 1935. Le stade est inauguré quelques mois plus tard. Quant au nouvel établissement il n'est finalement utilisé que comme externat pour les classes inférieures des garçons. L'internat Alonso de Ovalle ne fermera qu'en 1954.
Le nouvel établissement est inauguré sur l'avenida Pocuro le 3 octobre 1956. Il accueille alors quatre cents élèves des petites classes (7 à 12 ans) encadrés par les Sœurs de l'Amour miséricordieux. En 1960, le Supérieur provincial des Jésuites décide de la séparation totale des deux collèges, tandis que les grandes classes sont construites (l'établissement devait porter le nom de saint Louis de Gonzague, modèle de la jeunesse, mais à cause des lois du pays, il garde le nom de l'ancien collège). En cette année 1960, nombre d'élèves d'Alonso Ovalle passent au nouveau collège. Ce collège a la réputation d'instruire à haut niveau les garçons de la bonne bourgeoisie chilienne.
En 1995, le nouveau gymnase voit le jour et en 2001 le stade est rénové avec en plus une piste synthétique. En 2004, un pavillon supplémentaire est construit pour mieux accueillir les élèves des dernières classes du secondaire. Le collège devient mixte (accueillant filles et garçons) en 2014. Il accueille alors près de 1 800 élèves.

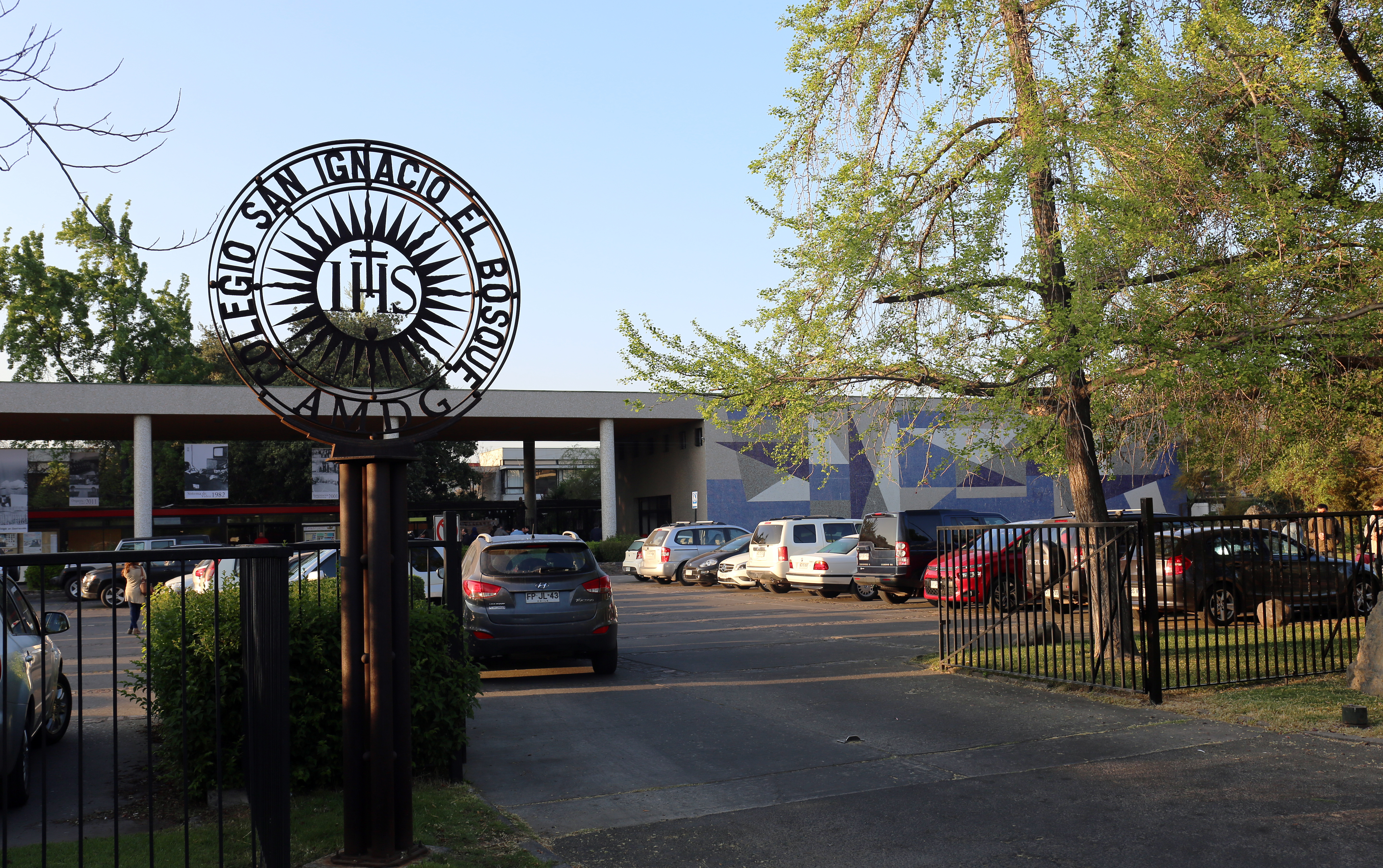
Vue générale de l'entrée du collège San Ignacio El Bosque

## Administration
Le 7 mars 2016, la direction est confiée pour la première fois à un laïc, M. Jorge Radic, remplaçant le Père Ismael Aracena S.J.

## Personnalités
Furent élèves au collège Saint-Ignace :
- Fernando Paulsen (né en 1956): journaliste.
- Rafael Araneda (né en 1969): présentateur de télévision.
- Marcial Tagle (né en 1973): acteur.
- José Miguel Viñuela (né en 1974): présentateur de télévision et animateur.
- Joaquín Barañao (né en 1982), écrivain.
- Felipe Seymour (né en 1987): footballeur de la Universidad de Chile, actuellement en Italie.